# Konstnärskamrater
Konstnärskamrater eller Kamrater är en oljemålning av den svenske konstnären Isaac Grünewald från 1909. Målningen ingår i Prins Eugens Waldemarsuddes samlingar i Stockholm.
Konstnärskamrater är en porträttmålning av de tre konstnärerna Sigfrid Ullman, Knut Janson och Birger Simonsson utförd i Simlångsdalen sommaren 1909. Såväl konstnären som de porträtterade ingick i den nydanande konstnärsgruppen De unga som introducerade modernismen till Sverige. De var inspirerade av Henri Matisse och de franska fauvisterna vars stil utmärktes av starka och djärva färger och ett förenklat formspråk. 
De Ungas första utställning i Hallins konsthandel i Stockholm 1909 hade mottagits relativt positivt av kritikerna. När Konstnärskamrater ställdes ut året därpå, på gruppens andra utställning på Hallins, möttes de dock av ett helt oförstående konstetablissemang. Utställningen kan beskrivas som en skandalsuccé och Konstnärskamrater fick mycket stor uppmärksamhet, mycket på grund av den djärva färgsättningen och sina monumentala mått, 231 x 143 cm.  
Kritikerna var nära nog eniga i att den nya konstnärsgenerationen nu fullständigt hade spårat ut. Axel Tallberg skrev i Nya Dagligt Allehanda–Vårt Land att "Få konstuppvisningar ha under senaste åren mötts med ett sådant allmänt ogillande och ett så envist nedgörande kritik som […] 'De Ungas' utställning." I synnerhet retade sig Tallberg på Grünewald, och målningen Konstnärskamrater avfärdades med att den föreställer "utlefvade modeller till en misstecknad modeplansch". 
Museimannen Axel Gauffin, sedermera chef på Nationalmuseum, kritiserade "trosvittnena af Sankt Matisses orden" och allra mest "Hr Grünwald [som] syns vara den Aron, som ska föra sitt folk i det förlofvade landet". Om Konstnärskamrater menade han att den föreställer "tre välklädda herrar, som ha tråkigt tillsammans i en trädgård". 